# 오르후스 대학교
오르후스 대학교(덴마크어: Aarhus Universitet)는 덴마크 오르후스에 위치한 대학교이다.
덴마크에서 인구규모로 볼때 두번째로 크고, 최대의 항구도시인 오르후스에 있는 공립 연구중심종합대학교이다.
오르후스는 이 대학 이외에도 오르후스 경제대학교, 오르후스 기술대학, 덴마크 언론학교, 왕립음악원, YIA 대학교, 오르후스 건축대학교, 오르후스 기술대학 등 유수의 고등교육기관이 밀집해 있는 교육도시이기도 하다.
수도인 코펜하겐에 있는 코펜하겐대학교와 함께 덴마크에서 가장 크고, 유수한 대학평가기관들의 평가지표상으로도 세계 100위권 내외의 명문대학군에 속한다.